# Pana Magorium cudowne emporium
Pana Magorium cudowne emporium (ang. Mr. Magorium’s Wonder Emporium, 2007) – amerykański film familijny w reżyserii Zacha Helma.

## Obsada
- Dustin Hoffman – Pan Edward Magorium
- Natalie Portman – Molly Mahoney
- Jason Bateman – Henry Weston
- Zach Mills – Eric Applebaum
- Ted Ludzik – Bellini
- Eric Applebaum – Dr Sage
- Marcia Bennett – Babcia
- Rebecca Northan – Nancy
- Beatriz Yuste – Lora

i inni

## Wersja polska
W wersji polskiej udział wzięli:
- Jolanta Fraszyńska – Molly Mahoney
- Piotr Fronczewski – Pan Edward Magorium
- Przemysław Bluszcz – Henry Weston
- Kamil Raczycki – Eric Applebaum
- Anna Kramarczyk
- Elżbieta Golińska
- Beata Rakowska
- Anna Filusz
- Adam Cywka
- Andrzej Olejnik
- Jarosław Kostrzewa

i inni
Tłumaczenie i dialogi: Joanna Klimkiewicz

Reżyseria dubbingu: Krzysztof Grębski

Udźwiękowienie wersji polskiej: STUDIO VOICELAND WROCŁAW

Dystrybucja: Best Film